# العقرب الجزار
تنتمي العقرب الجزاّر أو العقرب ذو المخالب الكبيرة أو العقرب الذهبي الإسرائيلي (الاسم العلمي: Scorpio maurus) إلى فصيلة الشبدعيات. وتنتشر في مناطق شمال أفريقيا والشرق الأوسط.
على الرغم من أن سمها يحتوي على سم عصبي ضعيف يسمى الموروتوكسين (Maurotoxin)، إلا أنها لا تُسبّب أي خطرٍ على حياة الإنسان.

## الوصف
سُمي بالجزّار لضخامة الكُلابات التي تنتهي بها يديه، ولعل ما يُميزها هو طول ذيلها الذي يُعد مُساوياً لطول جسدها، وتتميز كذلك بلونها الفاتح عُموماً.
ويُعتبر هذا النوع من العقارب من الكائنات الليلية التي تبدأ بالظهور غالباً بعد غروب الشمس. وتتغذى -كسائر أنواع العقارب- على الحشرات والعناكب والحيوانات الصغيرة.